# Poa pilata
Poa pilata là một loài thực vật có hoa trong họ Hòa thảo. Loài này được Chase miêu tả khoa học đầu tiên năm 1943.